# Bazus-Aure
Bazus-Aure är en kommun i departementet Hautes-Pyrénées i regionen Occitanien i sydvästra Frankrike. Kommunen ligger i kantonen Arreau som tillhör arrondissementet Bagnères-de-Bigorre. År 2022 hade Bazus-Aure 144 invånare.

## Befolkningsutveckling
Antalet invånare i kommunen Bazus-Aure
| Referens: INSEE |